# Wyatt Halliwell
Wyatt Matthew Halliwell (San Francisco, Californië, 2 februari 2003) is een personage in de serie Charmed. Hij is de eerste zoon van Piper Halliwell en Leo Wyatt, en de oudere broer van Chris Halliwell.
De rol van Wyatt wordt vertolkt door drie acteurs. Kleine Wyatt wordt vertolkt door de tweeling Jason en Kristopher Simmons, de volwassen Wyatt Halliwell wordt vertolkt door de Amerikaanse acteur Wes Ramsey.

## Biografie
Wyatt Halliwell werd geboren op 2 februari 2003 op de dag van het wicca-lichtfestival of Imbolc. De geboorte van Wyatt maakt deel uit van een oude profetie: die de geboorte aankondigt van een tweemaal gezegend kind. Op de dag wanneer er drie planeten samen zichtbaar zijn tijdens de wicca sabbat, en de Aurora Borealis. Op deze dag houdt alle magie op te bestaan voor één dag. Wyatt is dit tweemaal gezegend kind geworden, en ook een van de meest magische wezens die ooit geboren is.

## Het meest magische wezen op aarde
Hoewel Piper en Leo van voor de geboorte al wisten dat hun kind heel sterk zou zijn, wisten ze niet dat Wyatt zo krachtig zou zijn (of dat hij een jongetje zou zijn). De reactie van het kwaad op hun kind choqueerde hen, en het deed hen inzien dat Wyatt zeer streng beschermd diende te worden.

## Het Kwade en Wyatt Halliwell
Van zodra het kwade van de zwangerschap hoorde, en de kracht die het kind ging hebben werd er een complot gevormd om het kind te stelen van zijn ouders Piper Halliwell en Leo Wyatt.
Ze plande om Wyatt op te voeden als een belangrijke en sterke bron van het kwade. Wanneer er twee demonen Wyatt trachten te ontvoeren voor een beloning, gaat Paige naar een demonische handelsmarkt, om de demon die de opdracht gegeven heeft op te sporen en te vernietigen. Maar Paige wordt overwonnen door de demonen en gevangengezet. Piper is razend en vol schuldgevoel omdat ze niet meegegaan is met Paige. Piper en Phoebe gaan dan zelf naar de demonische markt, Piper, die nog steeds razend is, vernietigt daar de helft van de aanwezige demonische populatie. Door dit geweld wordt Piper verrast door een onverwacht voorstel van de Crone, een oude profetische demon. Haar voorstel is dat er vanaf heden een wet van kracht is in de demonenwereld die het verbiedt om jacht te maken op Pipers zoon Wyatt Halliwell daar de kosten van een oorlog met de Charmed Ones een te hoge prijs is voor de demonenwereld. Maar uiteindelijk probeert de Crone ook zelf het kind te stelen, om zijn toekomst te zien, en wordt dan ook vernietigd door de zussen.

## De Traditie Verbroken
Piper Halliwell verbreekt de traditie van P-namen, en gaf haar zoon de naam Wyatt, in eer voor zijn vader. Zijn tweede naam wordt Matthew in eer voor zijn tante Paige Mathews.
De traditie, om de eerste naam met de letter P te laten beginnen wordt verbroken. Voor zijn achternaam heeft men beslist de naam Halliwell verder te gebruiken, daar het volgens Leo zeker een echte Halliwell is, en Piper vindt het ook een logische keuze omdat de naam Halliwell gevreesd wordt in de demonenwereld, en gerespecteerd wordt bij de goede magie.

## Wyatt Halliwell en zijn Krachten

### Ongeboren Wyatt
- Terwijl Piper nog zwanger was van Wyatt, kon hij al magie beoefenen. Hij kon de opgelopen wonden van zijn moeder genezen, alsook zichzelf en zijn moeder beschermen door middel van een krachtveld en de kracht van weerspiegeling.
- Hij wist hoe hij zijn moeder haar krachten kon manipuleren, hij veranderde Piper haar kracht van ontploffing in vuurwerk en een regen van bloemen.
- Wanneer Piper zich onzeker voelde in verband met haar zwangerschap, slaagde Wyatt erin om Grams op te roepen van uit het hiernamaals en ze in corporale status te laten verschijnen.
- En wanneer Wyatt de problemen aanvoelde door het gebrek aan begrip van zijn ouders voor elkaar, verwisselde hij de persoonlijkheden van Leo en Piper met elkaar, zodat Leo moest leren begrijpen wat een zwangerschap inhield en Piper moest leren begrijpen wat voor moeilijkheden de baan van whitelighter met zich mee kan brengen.

### Peuter Wyatt
- Wyatt kan ook mensen, dieren, of voorwerpen oproepen. Hij had een draak opgeroepen, toen hij een programma volgde dat over draken ging. Dat trucje bracht zowel Wyatt als de Charmed Ones in problemen bij de Cleaners. De Charmed Ones slagen er uiteindelijk in om de schade die Wyatt had aangericht met zijn magie te herstellen, en dwongen de Cleaners om Wyatt terug te geven.
- Wyatt is voorbestemd om het krachtige zwaard Excalibur te hanteren. Maar Piper wil haar zoon zo lang als mogelijk uit de buurt van het zwaard houden, op zijn minst tot hij 18 jaar oud is.
- Wyatt heeft geruime tijd weifelachtig gestaan tegenover Chris de nieuwe whitelighter van de Charmed Ones. Chris blijkt uiteindelijk Wyatts jongere broer te zijn uit de toekomst.

### Kleuter Wyatt
- Wanneer Wyatt zich verwaarloosd voelde, begint hij zijn jongere broer Chris, weg te orben. Hij maakt zelfs een kwade versie van Leo. Piper en Leo slagen er uiteindelijk in om met Wyatt te praten en hem gerust te stellen, zodat hij de demon versie van Leo vernietigt.
- Wyatt heeft zijn genezing krachten gebruikt om zijn moeder Piper te redden van een dodelijk coma, wat hem bang heeft gemaakt.
- Wyatt ziet dat zijn ouders constant gekwetst worden, en wanneer zijn vader Leo wordt neergestoken door een demon, verkleint hij Piper en Leo, en plaatst de mini versies van zijn ouders in het poppenhuis om hen te beschermen. Zijn ouders werden nadien weer tot een normale grootte gebracht door Phoebe en Paige.
- Nadat de Charmed Ones hun eigen dood ensceneerden, en zichzelf vermomde voor andere mensen buiten hun familie leden werden Wyatt en Chris overgelaten aan de zorgen van hun grootvader Victor.
- Wanneer Leo ingevroren wordt spreekt Wyatt zijn eerste woorden.

### Volwassen Wyatt
- Een 25-jarige versie van Wyatt werd ooit eens opgeroepen naar het verleden, (heden) door zijn moeder en tante Paige. Om hen beter te laten begrijpen waarom kleuter Wyatt enkele denkbeeldige vriendjes heeft. Het blijkt later dat de denkbeeldige vriend in feite een demon was, die erin slaagde om Wyatt tijdelijk boosaardig te maken. Hij werd uiteindelijk terug een kracht van het goede door de troostende woorden van zijn vader.
- In de laatste aflevering van de serie Charmed (Forever Charmed), toont een glimp in de toekomst dat Wyatt en zijn jongere broer Chris de fakkel hebben overgenomen van de Charmed Ones in de strijd tegen het kwaad.

## Krachten en Mogelijkheden doorheen de serie
- Bij de start van seizoen 5 beginnen Leo en Piper zich zorgen te maken over de veiligheid van hun kind tijdens de zwangerschap. Tijdens de aflevering A Witch's Tail Pt 2 ontdekken ze dat de baby de wonden van Piper vanuit de baarmoeder kan genezen.
- In de aflevering Happily Ever After, is Piper wanhopig op zoek om met een ervaren iemand te praten over de zwangerschap en de opvoeding van een magisch kind, en geraakt gefrustreerd wanneer het oproepen van Grams niet lukt. Tijdens een verhitte discussie met Leo, wordt Grams op de een of andere manier opgeroepen in de kamer, in vaste status, niet als geest. Zoals ze gewoonlijk blijkt te zijn. Grams komt met de theorie dat de baby vermoedelijk haar heeft opgeroepen om Piper te helpen.
- Tijdens de aflevering Siren's Song ervaren Piper en Leo communicatie problemen met elkaar. Waardoor de twee constant ruziën met elkaar. Piper haar frustratie is dat Leo niet vaker aanwezig is bij haar gedurende de zwangerschap, en Leo zijn frustratie dat Piper niet begrijpt dat zijn andere beschermelingen ook belangrijk zijn, door zijn whitelighter taken, draait telkens uit op verhitte discussie. Wanneer Piper en Leo nogmaals op het punt staan om met elkaar te ruziën, verwisselt de baby hun krachten, alsook geeft hij Leo de zwangerschapsymptomen van Piper. Zodat de twee begrijpen hoe de ander zich voelt.
- In de aflevering Sam I'Am leidt een ontmoeting van een Tracker Demon tot de ontdekking dat de baby zichzelf van demonische aanvallen kan afschermen. Wanneer de tracker demon Piper aanvalt, door een pijl naar haar af te schieten, zorgt een beschermingsschild ervoor dat de pijl afketst van haar, waardoor Piper ongekwetst blijft. Dit gebeuren zorgt ervoor dat Piper en haar familie denkt dat ze onkwetsbaar is.
- Tijdens de aflevering Sense and Sense Ability, is Wyatt in staat om zijn vader op te speuren en samen met Piper naar Leo te orben, waar Leo gevangen wordt gehouden.
- In de aflevering Forget Me...Not, projecteert Wyatt een draak van het televisiescherm, de draak terroriseert de stad. In dezelfde aflevering slaagt hij erin om monoculaire combustie te gebruiken om de draak te verslaan met orbs van licht.
- In Sword and the City wordt er onthuld dat Wyatt de erfgenaam is van Excalibur en daarbij de volgende Koning Arthur is. In dezelfde aflevering lijkt hij telekinese te gebruiken om het zwaard te hanteren, en de demon te vernietigen die het gestolen had.
- In de aflevering It's a Bad, Bad, Bad, Bad World Pt1 wanneer Gideon hem aanvalt met een mes, beschermt Wyatt zichzelf door het mes telekinetisch van hem weg te orben. Hij steekt het mes in Gideon zijn schouder. Later in dezelfde aflevering gebruikt hij de kracht van vuurstarter om twee demonen te vernietigen in de onderwereld.
- Bij de toekomstige Wyatt, worden er ook verschillende krachten getoond, maar nooit zijn basiskracht van een beschermingsschild. In de aflevering Chris Crossed kan Wyat energy balls gooien. In de aflevering Imaginary Friends wordt er een Zankou gelijkaardige kracht getoond van presience om de wereld te observeren, hij beschikt ook over zeer ontwikkelde explosie kracht, deels gelijkend op de gegroeide telekinetische kracht van Prue in de aflevering Morality Bites